# Cylindromyia angustipennis
Cylindromyia angustipennis là một loài ruồi trong họ Tachinidae.